# Arthur von Wangenheim
Arthur Cecil Freiherr von Wangenheim (* 4. Februar 1841 in Coburg; † 30. Januar 1912 in Erfurt) war ein preußischer Generalleutnant und Kommandeur der 12. Division.

## Leben

### Herkunft
Arthur war ein Sohn des preußischen Oberstleutnants Udo von Wangenheim (1816–1889) und dessen Ehefrau Marie, geborene von Moltke (1821–1879).

### Militärkarriere
Nach dem Besuch des Gymnasiums trat Wangenheim am 1. März 1858 in das 19. Infanterie-Regiment der Preußischen Armee ein und wurde Mitte Juni 1860 mit der Beförderung zum Sekondeleutnant in das 4. Posensche Infanterie-Regiment Nr. 59 versetzt. Zwischenzeitlich zum Regimentsadjutanten aufgestiegen, nahm er 1866 während des Deutschen Krieges bei der Mainarmee an den Gefechten bei Hausen, Oerlenbach, Mettingen und Roßbrunn sowie der Beschießung von Würzburg teil und wurde für sein Wirken mit dem Roten Adlerorden IV. Klasse mit Schwertern ausgezeichnet.
Nach dem Krieg wurde Wangenheim Anfang März 1867 als Adjutant der 19. Infanterie-Brigade in Posen kommandiert und in dieser Eigenschaft Mitte Juli 1867 zum Premierleutnant befördert. Nach der Mobilmachung anlässlich des Krieges gegen Frankreich nahm er an den Kämpfen bei Weißenburg, Wörth, Stonne sowie Sedan teil und wurde am 12. September 1870 dem Königs-Grenadier-Regiment (2. Westpreußisches) Nr. 7 aggregiert. Bei diesem Verband wirkte er im Gefecht bei Petit Bicêtre und bei der Belagerung von Paris.
Ausgezeichnet mit beiden Klassen des Eisernen Kreuzes wurde Wangenheim nach dem Friedensschluss am 3. Juni 1871 in das Regiment einrangiert und avancierte bis Ende August 1871 zum Hauptmann und Chef der 9. Kompanie. Vom 1. Januar 1873 bis zum 6. August 1880 war er Chef der 2. Kompanie im 1. Garde-Regiment zu Fuß und wurde anschließend unter Versetzung in das 4. Garde-Regiment zu Fuß als Adjutant zum Generalkommando des IV. Armee-Korps in Magdeburg kommandiert. Ende November 1880 stieg er zum überzähligen Major auf und wurde Mitte Mai 1883 unter Entbindung von seinem Kommando als etatmäßiger Stabsoffizier in das 1. Badische Leib-Grenadier-Regiment Nr. 109 nach Karlsruhe versetzt. Ab Mitte November 1883 war Wangenheim für vier Jahre Kommandeur des Füsilier-Bataillons und erhielt in dieser Stellung das Ritterkreuz I. Klasse des Ordens vom Zähringer Löwen mit Eichenlaub. Daran schloss sich eine Verwendung als Oberstleutnant und etatmäßiger Stabsoffizier im 8. Rheinischen Infanterie-Regiment Nr. 70 in Saarbrücken an. Unter Beförderung zum Oberst erfolgte am 24. März 1890 seine Ernennung zum Kommandeur des Oldenburgischen Infanterie-Regiments Nr. 91. Großherzog Peter II. würdigte Wangenheim durch die Verleihung des Ehrengroßkomtur seines Haus- und Verdienstordens. Vorläufig noch ohne Patent als Generalmajor wurde er am 17. Juni 1893 Kommandeur der in Deutsch-Eylau stationierten 72. Infanterie-Brigade. Das Patent zu seinem Dienstgrad erhielt er drei Monate später. Seine letzte Verwendung hatte Wangenheim ab dem 20. Mai 1897 als Generalleutnant und Kommandeur der 12. Division in Neisse, bevor er am 24. Mai 1898 in Genehmigung seines Abschiedsgesuches mit Pension zur Disposition gestellt wurde.

### Familie
Wangenheim verheiratete sich am 30. September 1867 in Glogau mit Bertha Freiin von Salis-Soglio (1846–1921). Aus der Ehe ging folgende Kinder hervor:
- Hans (1868–1916), preußischer Oberstleutnant und Kommandeur des Feldartillerie-Regiments „Frankfurt“ (2. Nassauisches) Nr. 63 ⚭ 1896 Clara Mathilde Rieger (* 1872)
- Margareta (* 1870), Stiftsdame
- Berthi (* 1872) ⚭ 1891 Friedrich von Winckler (1856–1943), preußischer Landrat, Mitglied des Abgeordnetenhauses und des Reichstages
- Fritz (1877–1915), preußischer Hauptmann ⚭ 1905 Anna von Seydewitz (* 1881)
- Eberhard (* 1880), preußischer Major und Ehrenritter des Johanniterordens ⚭ 1919 Leontine Thewalt (* 1896)